# Utricularia vitellina
Utricularia vitellina — вид рослин із родини пухирникових (Lentibulariaceae).

## Біоморфологічна характеристика
Листки стрічкоподібні. Квітки жовті. Плоди огороджені чашечкою.

## Середовище проживання
Цей вид наразі відомий з вершин двох гір (гори Тахан і гори Корбу) на півострові Малайзія.
Цей вид росте на околицях берегів, на торф'яному або піщаному ґрунті, серед мохоподібних; на висотах від 1500 до 2100 метрів.